# Juan Guillermo Domínguez
Juan Guillermo Domínguez Cabezas, né le 17 décembre 1986 à El Cerrito (Colombie), est un footballeur colombien, qui évoluait au poste de défenseur.

## Palmarès
- Champion de Colombie en 2005 (Tournoi de clôture) avec le Deportivo Cali
- Vainqueur de la Coupe de Colombie en 2010 avec le Deportivo Cali